# Le Septième Cercle
Le Septième cercle est un éditeur de jeux de rôle et de jeux de société français situé à Anglet, qui assure lui-même sa distribution, ainsi que celle d'autres produits rentrant dans sa ligne éditoriale.
Les jeux de société sont édités sous le label Neko Corp.

## Jeux de rôle
- 13e Âge
- collection Aventures merveilleuses (jeux de rôle pour enfants) :
  - Contes ensorcelés,
  - Le Magicien d'Oz ;
- Capharnaüm
- Devâstra
- Esoterroristes, traduction de The Esoterrorist
- Fantasy Craft
- Humanydyne
- Keltia
- Kult
- Kuro
- Little Fears
- Macho Women with Guns
- Night's Black Agents
- Obsidian
- Qin
- Sable Rouge
- Unknown Armies
- Vermine
- Yggdrasill
- Z-Corps

## Jeux de société
- Les Morts aux Trousses
- Banquise
- Huis clos
- London 1888 : jeu à rôles, sur le thème de Jack l'Éventreur
- Whitechapel : extension pour le jeu London 1888
- Lunch Money : jeu de cartes
- Les Pilleurs de tombes de l'espace (PTE) : jeu de cartes
- Les Pygmées cannibales de la jungle maudite : jeu de cartes
- SpaceBlast